# Гао, Годфри
Годфри Гао (англ. Godfrey Gao; 22 сентября 1984, Тайбэй — 27 ноября 2019, Нинбо, Чжэцзян) — тайваньско-канадский актёр и фотомодель.

## Биография
Годфри Гао родился 22 сентября 1984 года на Тайване в городе Тайбэй. Мать — малайзийка, отец — тайванец. В девять лет Годфри вместе с семьей переехал в Ванкувер, Канада. Окончил школу Эрджил в Ванкувере, а затем — Университет Капилано. В 2004 году он вернулся на Тайвань для работы моделью, а в 2011 году стал лицом компании «Louis Vuitton».
В 2006 году дебютировал в кино. В 2013 году стало известно, что Годфри будет играть Магнуса Бэйна в фильме «Орудия смерти: Город костей».
Появлялся на обложках журналов Vogue, Esquire, Men’s Health, Elle Men, Men’s Folio, ХЕХ. В марте 2013 года появился на обложке тайваньской версии журнала «GQ».
В 2016 году номинирован на премию «Back in the Box» в категории «Лучший актёр».
Умер 27 ноября 2019 года.

## Фильмография

### Кино
- 2008 — Всё о женщине / Nüren bu huai — Х
- 2010 — История игрушек: Большой побег / Toy Story 3 — Кен, озвучка в тайваньской версии
- 2013 — 101 предложение / 101 ci qiu hun — Xu Zhuo
- 2013 — Орудия смерти: Город костей / The Mortal Instruments: City of Bones — Магнус Бейн
- 2015 — Свадебная библия / The Wedding Bible — Чикаи
- 2016 — Min & Max —
- 2017 — Нефритовая подвеска / The Jade Pendant — Том
- 2017 — Love Is a Broadway Hit — Song Wei Dong
- 2018 — Legend of the Ancient Sword — Xia Yize
- 2018 — Saint Seiya — Phoenix Ikki

### Телевидение
- 2006 — Magicians of Love — Fan Xiaoling’s boyfriend
- 2006 — The Kid from Heaven — Luo Yixiang
- 2006 — Chao Ji Pai Tang Super — Big Mac
- 2006 — Love Queen — Wang Zhixun
- 2007 — Wo Yao Pien Cheng Ying Shih Tzu — Tiger
- 2007 — Стритбол / Dou Niu Yao Bu Yao — Tank
- 2009 — Momo Love — Chen He
- 2010 — Volleyball Lover — Bai Qianrui
- 2010 — Odd Perfect Match — Ying Kaitai
- 2012 — С корабля на бал / Sheng Nu De Dai Jia — Gao Zi Qi
- 2015 — The Peach Blossom Neverland — Эрик
- 2016 — God of War Zhao Yun — Люй Бу